# 無敵幸運星
《無敵幸運星》，是一部1990年上映的香港電影，由周星馳、吳君如、黃秋生、成奎安、梅小惠主演。1990年香港票房排名第十，是周星驰早期的代表作之一。

## 內容大要
经营珠宝的富商巢老爷临终时将其所有遗产交给在法国留学的女儿巢飞飞，并将此事托付给其弟弟巢二爷。但是巢老爷的不孝子和巢二爷的儿子大傻都觊觎这份财产。大傻抓住了靠行骗盗窃为生的小混混幸运星，让其去帮助他偷遗嘱。巢老爷的儿子则找来了以捡垃圾为生的垃圾凤冒充其妹妹巢飞飞去骗取遗嘱。幸运星在行窃时被发现，急中生智称其是为了与巢飞飞见面。假扮巢飞飞的垃圾凤不知内情，担心露馅，便承认下来。于是幸运星与大傻将计就计，想骗取“巢飞飞”与其结婚，分她的财产。但两人接触日久，竟产生了感情。在婚礼上，巢老爷的儿子设计将他们一网打尽。最后幸运星被巢二爷感动，打巢老爷的儿子，将其一干人绳之以法。

## 演員
| 演员   | 角色                    | 粵語配音 |
| 周星馳 | 幸運星                  | 周星馳   |
| 吳君如 | 垃圾鳳 / 巢家小姐飛飛   | 吳君如   |
| 黃秋生 | 巢家大哥 / 飛飛大哥阿威 | 陳永信   |
| 成奎安 | 大哥（曹二爺之子）      | 馮永和   |
| 林蛟   | 巢二爺                  | 林蛟     |
| 梅小惠 | 大嫂                    |          |
| 陳 友  | 黃幹探                  | 陳友     |
| 袁文傑 |                         |          |
| 雷達   | 僕人                    |          |
| 翁世傑 | Simon Lo                | 朱子聰   |

## 外部連結
- 香港影庫上《無敵幸運星》的資料（繁體中文）
- 開眼電影網上《無敵幸運星》的資料（繁體中文）
- 豆瓣电影上《無敵幸運星》的資料 （简体中文）
- 时光网上《無敵幸運星》的資料（简体中文）
- AllMovie上《無敵幸運星》的资料（英文）
- 爛番茄上《無敵幸運星》的資料（英文）
- 互联网电影数据库（IMDb）上《無敵幸運星》的资料（英文）